# Awoken Broken
Awoken Broken je debutové studiové album britské heavy metalové superskupiny Primal Rock Rebellion. Album vyšlo 29. února 2012 u Spinefarm Records.

## Seznam skladeb
Všechny skladby napsal(i) Adrian Smith a Mikee Goodman. 
| Pořadí | Název                              | Délka |
| ------ | ---------------------------------- | ----- |
| 1.     | No Friendly Neighbour              | 4:53  |
| 2.     | No Place Like Home                 | 3.06  |
| 3.     | I See Lights                       | 4.59  |
| 4.     | Bright as a Fire                   | 6.21  |
| 5.     | Savage World                       | 3.38  |
| 6.     | Tortured Tone                      | 5.08  |
| 7.     | White Sheet Robes                  | 5.16  |
| 8.     | As Tears Come Falling from the Sky | 0.47  |
| 9.     | Awoken Broken                      | 4.58  |
| 10.    | Search for Bliss                   | 4.13  |
| 11.    | Snake Ladders                      | 4.43  |
| 12.    | Mirror and the Moon                | 5.04  |

## Sestava
Primal Rock Rebellion
- Mikee Goodman – zpěv
- Adrian Smith – kytara, basová kytara, zpěv

Další hudebníci
- Tarin Kerry - doprovodný zpěv
- Abi Fry - viola
- Dan „Loord“ Foord – bicí, perkuse